# Zenkō-ji
Zenkō-ji, japanska 善光寺, är ett buddhist-tempel i Nagano, i Japan. Templet uppfördes på 700-talet e.Kr. Staden Nagano, som grundades 1897, byggdes ursprungligen runt templet. Historiskt är templet mest känt för bataljerna mellan Uesugi Kenshin och Takeda Shingen på 1500-talet. Templet tjänade då som en av baserna för Kenshins styrkor.
Zenkō-ji är en av de sista bevarade pilgrimsplatserna i Japan.

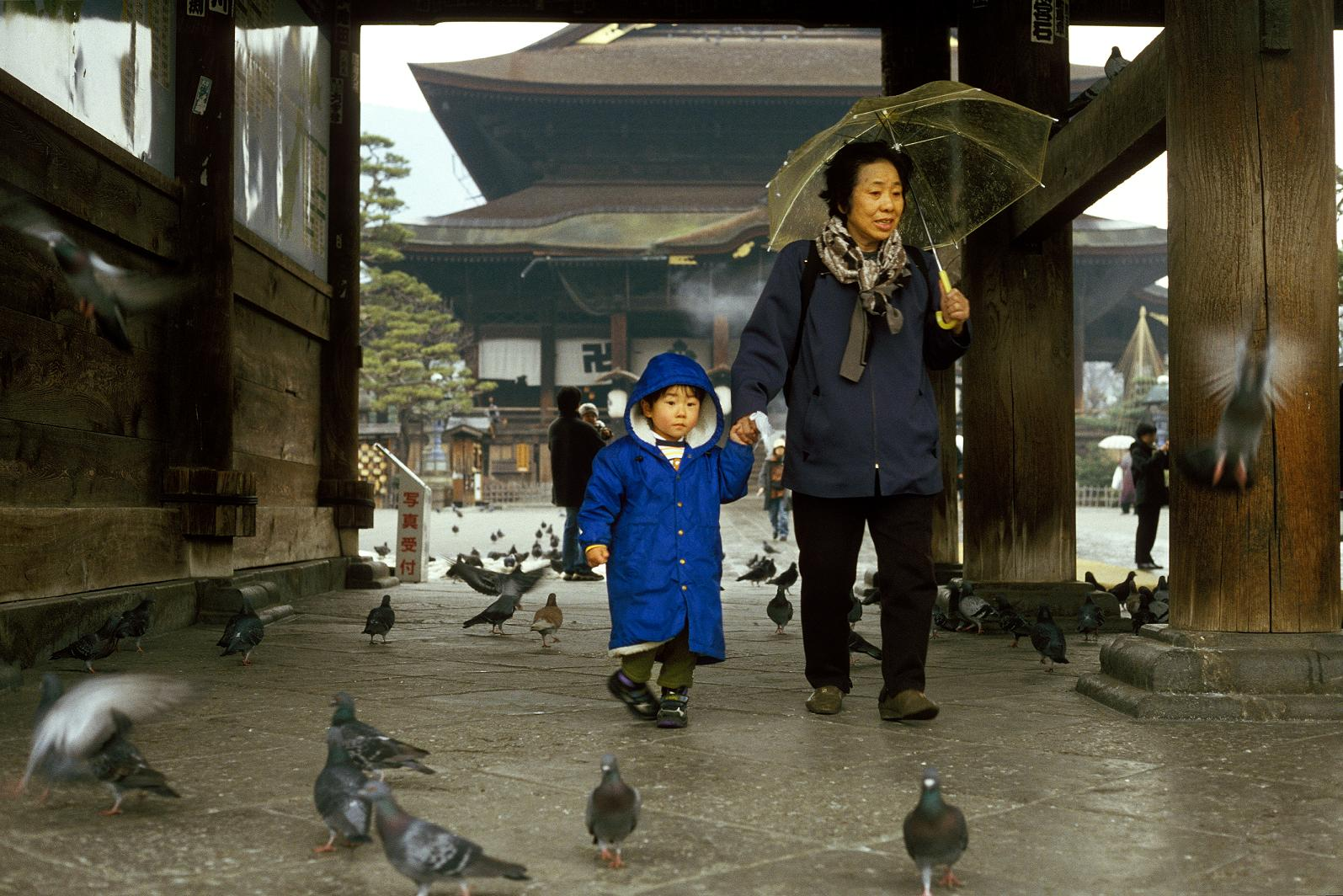
Zenkō-ji-templet i Nagano, Japan. Här syns templet i bakgrunden under en regnig dag.